# Die Tänzerin von Moulin-Rouge
Die Tänzerin von Moulin-Rouge (englisch The Masked Bride ‚Die maskierte Braut‘) ist ein US-amerikanischer Liebesfilm unter Regie von Christy Cabanne und  Josef von Sternberg mit Mae Murray, Francis X. Bushman und Basil Rathbone in den Hauptrollen. Der Stummfilm wurde von Metro-Goldwyn-Mayer produziert. Die Premiere des Films fand am 29. November 1925 in New York statt. Im Juli 1926 kam er im Deutschen Reich in die Kinos. Da keine Kopien der sechs Filmrollen existieren, gilt der Film als verschollen.

## Handlung

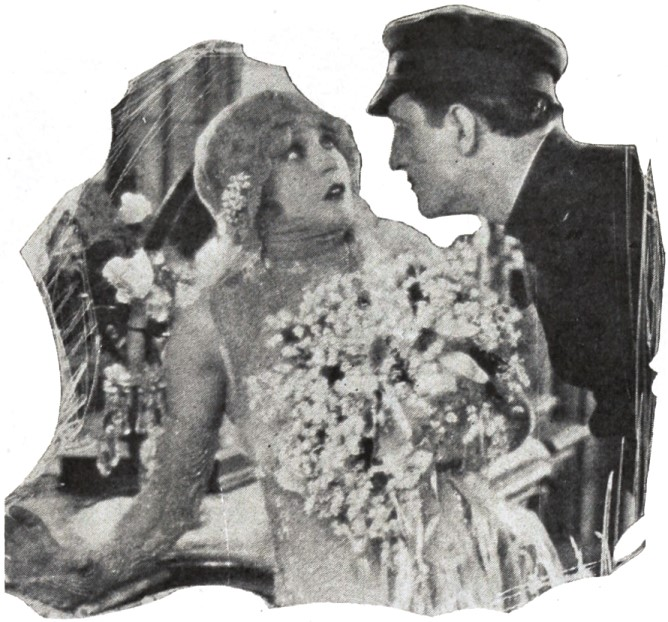
Szenenfoto mit Mae Murray und Basil Rathbone

Gaby, eine Pariser Tänzerin und Gelegenheitsdiebin, die in einem Café am Montmartre arbeitet, trifft Grover, einen amerikanischen Millionär, der in Frankreich Kriminalität erforscht. Er arrangiert ein Interview mit Gaby für seine Studie und nach mehreren Gesprächen verlieben sie sich ineinander. Ein Hochzeitstermin wird festgelegt, aber Antoine, Gabys ehemaliger Partner beim Tanzen und in der Kriminalität, zwingt sie, Grover eine wertvolle Halskette zu stehlen, indem er droht, ihn zu töten, wenn sie sich weigert. Antoine wird vom Polizeipräfekten verhaftet und Grover, der erkennt, dass Gaby die Halskette gestohlen hat, um sein Leben zu schützen, setzt die Vorbereitungen für die Hochzeit fort.

## Entstehung
Am 7. Juni 1925 war die Schauspielerin Mae Murray auf dem Weg von New York nach Kalifornien, um in den MGM-Studios im Culver City mit der Arbeit an dem Film zu beginnen. Josef von Sternberg wurde mit der Regie beauftragt. Fast zehn Wochen später wurde berichtet, dass von Sternberg ungefähr 2.000 Meter Film gedreht hatte (ca. 22 Minuten), bevor Produzent Harry Rapf das Projekt stoppte. Rapf missbilligte Berichten zufolge von Sternbergs Herangehensweise an das Drehbuch, einschließlich der Versuche des Regisseurs, Murray ihre Tanzschritte beizubringen. Von Sternberg verließ das Studio sofort für eine Auszeit. MGM kündigte seinen Vertrag bald darauf, die Trennung soll „einvernehmlich“ erfolgt sein. Christy Cabanne wurde als von Sternbergs Nachfolger eingestellt.
In der Presse wurde angegeben, dass die Produktion mit der Ankunft von Co-Star Basil Rathbone in New York City beendet war. Es wurde berichtet, dass Rathbone für seine Teilnahme 750 Dollar pro Woche erhielt (2024: ca. 13.300 Dollar). Cabannes Arbeit an der Produktion brachte ihm einen Vertrag mit MGM ein.
Ben Carré und Cedric Gibbons oblag die künstlerische Leitung. Robert Florey arbeitete als Regieassistent.